# Adriean Videanu
Adriean Videanu (n. 1 iunie 1962, Crevenicu, Teleorman) este un om de afaceri și politician român.
Adriean Videanu a deținut funcțiile de Ministru al Economiei, Comerțului și Mediului de Afaceri (2008 – 2010) și de vicepremier, ministru de stat responsabil cu coordonarea politicilor economice (2004 – 2005). A fost ales de 5 ori deputat de Teleorman în Parlamentul României (1990 – 2004), iar în 2005 a fost ales Primar General al Bucureștiului (2005 – 2008).
În cadrul PD și PD-L  a fost succesiv, începând cu 1990, purtător de cuvânt, președinte al Organizației de Tineret, membru al Biroului Politic Național (BPN), secretar executiv și responsabil pentru relațiile cu presa, vicepreședinte și prim vicepreședinte al partidului, ultima funcție ocupând-o între 2008 și 2011.

## Origini familiale și studii
Adriean Videanu provine dintr-o familie de agricultori înstăriți din zona orașului Videle, Teleorman. Are doi frați: Marian, născut în 1958, șofer de transporturi internaționale și Fănel, născut în 1968, absolvent de ASE și doctor în economie.
În 1981, Adriean Videanu a absolvit Liceul de Matematică - Fizică nr. 4 de la Măgurele, lângă București. În același an este admis la facultatea de Transporturi din cadrul Politehnicii din București, secția de Autovehicule Rutiere (AR), pe care o absolvă în 1987. Efectuează serviciul militar într-o unitate de tancuri din Lipova (județul Arad).
În timpul liceului și facultății practică volei la profesioniști (divizia B) și fotbal la echipa Petrolul Videle (divizia C) unde joacă 3 sezoane.

## Viața privată
Adriean Videanu este căsătorit din 1987 cu Mioara Videanu, născută pe 12 august 1963 în comuna Grosu, Teleorman și absolventă a Academiei de Studii Economice (ASE) din București, cu care era prieten din copilărie.
Adriean și Mioara Videanu au doi copii: Andrei Valentin, născut în 1990 și Diana Alexandra, născută în 1992. Andrei Videanu a fost admis în 2009 la George Washington University (GWU) din S.U.A., unde studiază economia. Diana Videanu a fost acceptată în 2012 la University College London (UCL) din Marea Britanie, Department of Science & Innovation.
Soții Videanu locuiesc în București din anul 1987.
Adriean Videanu este nașul politicianului Adrian Florescu. Este vărul politicianului Lucian Militaru.

## Activitate profesională înainte de 1990
În 1987, după absolvirea facultății, Adriean Videanu obține repartiție ca inginer în cadrul  I.T.A.U. (Întreprinderea de Transport Auto Ușor), unitate de logistică din structura Trustului de Antrepriză Generală de Construcții Speciale Petroliere (T.A.G.C.S.P.) Ploiești, unde lucrează până în 1990. În acești trei ani face naveta între București și locul de muncă. Aflată în vremea aceea în subordinea Ministerului Industriei Petrochimice, T.A.G.C.S.P. era cea mai importantă companie românească de construcții și logistică cu activități specializate în domeniul energiei, în special petrol și gaze. Adriean Videanu devine șef al departamentului Transporturi, apoi șef al secției locale a Stației de Utilaj și Transport (S.U.T.) din cadrul T.A.G.C.S.P și se afla în această poziție în momentul evenimentelor din decembrie 1989.

## Activitate politică

### Începuturile politice
În primăvara lui 1990 Frontul Salvării Naționale (FSN) se pregătește de alegeri parlamentare și este în căutare de tineri cu formație universitară și notorietate pe plan local. Cazimir Ionescu, vicepreședinte al FSN și al Consiliului Provizoriu de Uniune Națională (CPUN), responsabil pentru județul Teleorman, îl solicită în acest sens pe Adriean Videanu, cunoscut și apreciat pe plan local în special pentru activitatea sa de fotbalist. În vârstă de 27 de ani, Adriean Videanu acceptă să intre în politică și candidează pentru prima oară ca deputat pe listele FSN.

### Membru fondator al Partidului Democrat (PD)
În cursul anului 1991 apar divergențe în sânul FSN între aripa care susține accelerarea reformelor economice, grupată în jurul premierului Petre Roman, și cea care militează pentru prelungirea prezenței sectorului de stat în economie, al cărei lider neoficial era președintele Ion Iliescu.  Adriean Videanu este apropiat de prima grupare și participă în martie 1992 la Convenția Națională care consacră sciziunea între cele două părți, ca urmare a căderii guvernului Roman. 

La Convenția Națională Extraordinară a FSN din mai 1993 care aprobă schimbarea numelui partidului din FSN în Partidul Democrat (PD), Adriean Videanu este numit președinte al organizației de tineret și purtător de cuvânt al partidului, funcții pe care le păstrează până în 1996.

În 1996, urcă în eșalonul doi al partidului, ca secretar al Biroului Executiv, organ care devine în 1997 BPN (Biroul Politic Național). În perioada guvernării alianței CDR din care Partidul Democrat face parte, Adriean Videanu este responsabil cu problemele de imagine ale partidului și de relațiile cu presa.

La Convenția Națională a PD din februarie 2000 se menține aceeași conducere în jurul lui Petre Roman, catalogată drept "club al baronilor", puternic uzată în sondaje datorită participării la guvernare. Adriean Videanu este reconfirmat ca secretar executiv al BPN.

În iulie 2000, după victoria lui Traian Băsescu la alegerile locale din București, devine coordonator al organizației PD București, rămasă fără lider după demisia lui Nicolae Staiculescu. La Convenția Națională Extraordinară a PD din mai 2001, Petre Roman este înlocuit cu Traian Băsescu. În cadrul noului BPN ales în iunie 2001, Adriean Videanu este ales vicepreședinte din primul tur, responsabil cu imaginea partidului. Din acest moment, devine unul dintre cei mai importanți lideri ai PD, reprezentant al noii generații venite la conducere odată cu Traian Băsescu. 

În iunie 2005, după ce numele său este vehiculat în presă pentru șefia PD, aceasta îi revine în cele din urmă lui Emil Boc, iar Adriean Videanu devine președinte executiv, funcție în care rămâne până în 2007, când partidul fuzionează cu Partidul Liberal Democrat condus de Theodor Stolojan și se creează PD-L. În urma acestei schimbări, Adriean Videanu este ales prim vicepreședinte al PD-L alături de Theodor Stolojan, funcție pe care o va păstra până în mai 2011, când decide să nu mai candideze și se retrage din conducerea partidului.

### Coordonarea programului de guvernare al alianței DA și promovarea cotei unice
În timpul campaniei din vara și toamna lui 2004, Adriean Videanu este coordonatorul programului de guvernare al alianței DA din partea PD. Este responsabil cu promovarea lui în interiorul alianței și în spațiul public.  Cea mai cunoscută măsură a acestui program este cota unică de impozitare de 16%. 

În toamna lui 2004 numele lui Adriean Videanu este vehiculat de presă și de unii lideri ai alianței ca principala variantă pentru postul de prim ministru. În formula negociată inițial, în caz de victorie PNL   urma să propună președintele, iar PD premierul.

### Deputat de Teleorman în 5 legislaturi
La scrutinul din 20 mai 1990, Adriean Videanu este ales pentru prima dată deputat de Teleorman, din partea FSN. 

La alegerile din 27 septembrie 1992, FSN format acum doar din gruparea din jurul lui Petre Roman, obține circa 10% din voturi și intră în opoziție. Adriean Videanu câștigă al doilea mandat ca deputat de Teleorman. Devine membru al Comisiei pentru buget, finanțe și bănci a Camerei Deputaților, unde colaborează cu specialiști ca Florin Georgescu sau Florian Bercea, specializându-se în domeniul strategiei macroeconomice și bugetare. 

La alegerile parlamentare din noiembrie 1996, Adriean Videanu este reales, de data aceasta din partea Uniunii Social-Democrate, alianță creată în 1995 în jurul PD. Activează în cadrul comisiei de buget finanțe a Camerei Deputaților. În martie 2000, este numit secretar al comisiei de control a SRI din Camera Deputaților din partea PD. 

În alegerile parlamentare din noiembrie 2000, Adriean Videanu obține cel de-al 4-lea mandat consecutiv ca deputat de Teleorman pe listele PD. Este ales vicepreședinte al comisiei de buget finanțe al Camerei Deputaților împreună cu Călin Popescu Tăriceanu de la PNL, președinte fiind deputatul PDSR, Florin Georgescu.  

Ca vicepreședinte al acestei comisii, Adriean Videanu susține relaxarea fiscală și creșterea valorii adăugate în exportul de produse românești precum și identificarea și încurajarea acelor sectoare unde România are avantaje reale.

În mai 2003 își dă demisia din Parlament, fiind conform presei primul deputat care a luat această decizie ca urmare a adoptării Legii incompatibilității între funcțiile elective și cele de administrator de societăți comerciale. Este înlocuit de supleantul său, Alexandru Mocanu. Ales din nou deputat de Teleorman din partea PD în noiembrie 2004, Adriean Videanu își dă demisia după 2 luni din Parlament, în urma numirii ca vicepremier în guvernul Tăriceanu, responsabil cu realizarea programului economic.

### Relația cu Traian Băsescu
La alegerile locale din iunie 2000, Adriean Videanu este unul dintre principalii organizatori alături de Liviu Negoiță și Vasile Blaga ai campaniei victorioase a lui Traian Băsescu pentru Primăria Generală a Capitalei. Lucrează îndeaproape la moțiunea „România puternică – România social-democrată” cu care Traian Băsescu  câștigă Convenția din mai 2001, devenind președintele PD. Este unul din cei 5 membri care o susțin în fața adunării generale a partidului.
În această perioadă Adriean Videanu este considerat de presă drept unul dintre principalii susținători ai lui Traian Băsescu, membru marcant al „gărzii tinere” promovate de noul președinte. 

În intervențiile sale publice, Adriean Videanu susține strategia de opoziție fermă lansată de Traian Băsescu în 2001 față de guvernarea PSDR din 2000 – 2004. Devine unul dintre principalii lideri și comunicatori ai partidului, fapt care duce, conform unor surse de presă, la o răcire a relației cu președintele Traian Băsescu, începând cu 2002 : „Adriean Videanu a început să crească în partid după alegerile din 2000, odată cu venirea lui Traian Băsescu la șefia PD. Evoluția sa politică a fost conformă strategiei actualului șef al statului, fapt care a dus și la o răcire a relațiilor dintre cei doi. Pentru început, Videanu responsabil cu imaginea și purtător de cuvânt al PD a avut o prestație ștearsă în comparație cu atribuțiile sale, deoarece mesajul de forță era transmis de președintele partidului.” Astfel, în iulie 2002, Adriean Videanu ar fi avut chiar o tentativă de a se retrage din conducerea partidului. 

În timpul campaniei pentru alegerile generale din 2004, Traian Băsescu apreciază public, reușita sa ca industriaș și om de afaceri, și experiența dobândită în economia reală și pe piețele internaționale, ceea ce este interpretat de o parte a presei drept un semn că Adriean Videanu ar urma să fie propunerea PD pentru postul de premier în caz de victorie. În final, postul de premier revine PNL, iar Adriean Videanu este numit vicepremier și ministru de stat responsabil cu activitățile economice. 

Conform unor surse de presă, noi tensiuni între cei doi apar începând cu 2005, determinate de anumite schimbări pe care Adriean Videanu dorește să le facă la Primăria Capitalei precum și de competiția internă pentru conducerea PD în urma plecării lui Traian Băsescu la Cotroceni. În acest sens, Adriean Videanu ar fi fost susținut pentru șefia partidului de o parte dintre liderii partidului, în special de Liviu Negoiță, Vasile Blaga și Radu Berceanu. A câștigat însă Emil Boc iar Adriean Videanu a obținut poziția nou creată de președinte executiv. Alte puncte de  divergență ar fi fost promovarea în partid a fostei șefe a cancelariei prezidențiale, Elena Udrea, spargerea alianței DA sau colaborarea cu Partidul Liberal Democrat condus de Theodor Stolojan, Adriean Videanu fiind printre liderii PD care preconizau amânarea unei acțiuni politice alături de liberal-democrați până după euroalegerile din 2009. Conform presei, aceste tensiuni ar fi scăzut în intensitate odată cu  încercarea de suspendare din funcție a președintelui din 2007, când liderii PD au sprijinit campania pentru referendum a lui Traian Băsescu.

## Activitatea de demnitar public

### Vicepremier în guvernul Tăriceanu, responsabil cu Coordonarea Activităților Economice
În decembrie 2004, după câștigarea alegerilor de către alianța DA și Traian Băsescu, Adriean Videanu își dă demisia din Parlament pentru a fi numit ministru de stat și vicepremier responsabil cu Coordonarea Activităților din domeniul Economic în guvernul condus de Călin Popescu Tăriceanu.  În această calitate este numit negociator șef cu FMI și Banca Mondială.

Adriean Videanu este considerat de presă în această perioadă ca fiind principalul colaborator al premierului Tăriceanu pe politici economice. În opinia sa, prioritatea este creșterea competitivității mediului economic din România pentru a putea face față cerințelor pieței europene, în contextul integrării României în UE. „Degeaba vom insista pe industria de automobile sau pe cea siderurgică, pentru că nu vom avea niciodată avantaj competitiv. Asta nu înseamnă că trebuie să le închidem, ci să creăm condiții ca cei care au tehnologie și piață să vină să producă la noi în țară”.  Adriean Videanu consideră că una din primele industrii care pot fi dezvoltate cu succes în România este cea agro-alimentară. Resursele pe care mizează sunt în primul rând investițiile și mai ales cele străine.

În ianuarie 2005, Adriean Videanu propune generalizarea obligației de declarație a averii, limitată doar la funcționari și demnitari publici, în scopul combaterii evaziunii fiscale și a acumulării de averi ilicite. În opinia sa, aceasta ar permite administrației fiscale să constate anual concordanța dintre patrimoniul căminului fiscal și veniturile declarate. Reforma provoacă însă polemici pe plan politic și în spațiul public și e în cele din urmă abandonată. 

La scurt timp după aceea, Adriean Videanu decide să demisioneze din guvern pentru a candida la alegerile locale din București. Înainte de a demisiona, încheie însă ciclul de negocieri și semnează noul acord dintre România și FMI. Printre ultimele hotărâri de guvern ale căror aprobări le obține se numără și stabilirea locației pentru Catedrala Mântuirii Neamului Românesc din București precum și acordarea unor fonduri pentru realizarea unui stadion de fotbal de mare capacitate pentru echipa națională. Acest ultim proiect va da naștere în cele din urmă la stadionul Arena Națională din București.

### Primar General al Capitalei
În aprilie 2005, Adriean Videanu câștigă cu 53% alegerile parțiale pentru Primăria Generală a Capitalei, în urma plecării lui Traian Băsescu la Cotroceni. Durata restantă a mandatului este de aproximativ 3 ani. Câteva luni mai târziu, în septembrie 2005, propune o strategie de dezvoltare a Bucureștiului pe termen lung, cu 35 de proiecte prioritare care ar trebui să înceapă în timpul mandatului său. Conform declarațiilor sale, pentru realizarea tuturor proiectelor Bucureștiul ar fi avut nevoie de șase miliarde de euro dintre care 2,8 miliarde pentru începerea lucrărilor în timpul mandatului său. El afirmă că nu sunt identificate sursele sigure de finanțare dar că municipalitatea se bazează pe sprijinul guvernului, pe emisiuni de obligațiuni, credite de la bănci de investiții străine, dar și pe parteneriate public-private.
„Programul lui Videanu merge pe termen lung: București port la Dunăre, aeroport în sudul orașului, centură verde, echipamente sportive la nivel internațional, program imobiliar, refacerea Centrului Istoric, a bisericilor, a unor monumente distruse, rețea de metrou extinsă până la Otopeni. Dar, în primul rând, traficul, prin realizarea inelelor de șosea rapidă care înconjoară centrul și pot atinge orice zonă, crearea de alternative care să permită degajări pietoniere și modernizarea arterelor de penetrare spre centru. Marile bulevarde și trebuie refăcute din zid în zid, ca să nu mai fie nevoie de cârpeli anuale. Acolo unde inelele de circulație trebuie închise, Videanu propune străpungeri, pasaje supraterane și subterane, poduri.”
Pentru a găsi surse de finanțare  , Adriean Videanu face  în iunie 2005 un circuit în mai multe capitale europene pentru a prezenta perspectivele de dezvoltare ale Bucureștiului. Acestea reușesc să atragă interesul investitorilor în special din Germania, Austria și Franța. Emisiunea de obligațiuni a municipalității din 2005 este considerată un succes: în mai puțin de o oră investitorii subscriu 500 milioane de euro cu o dobândă de 4,125%, estimată ca fiind cea mai avantajoasă cu putință.
Conform studiului „Pledoarie pentru București” al Institutului pentru Politici Publice (IPP) Arhivat în 1 noiembrie 2012, la Wayback Machine., din mai 2012, Adriean Videanu este primarul Capitalei cu cele mai multe proiecte demarate în București în ultimii 10 ani: „Marile proiecte de interes general încep să se concretizeze din 2005, odată cu identificarea finanțării, iar demararea și realizarea (parțială) a lucrărilor încep în 2006 – 2007... Unele dintre proiectele inițiate în perioadele menționate au fost continuate și finalizate (exemple: Pasajul Basarab, Arena Națională, străpungerea bulevardelor Berzei – Buzești – Uranus), altele din păcate au fost întrerupte din cauze diferite (ex: operaționalizarea integrală a sistemului de management al traficului).”
Conform studiului IPP Arhivat în 1 noiembrie 2012, la Wayback Machine., principalele trei proiecte care au marcat dezvoltarea Bucureștiului după 1989 sunt Pasajul Basarab, Centrul vechi și stadionul Arena Națională.Toate trei sunt demarate efectiv și finanțate în timpul mandatului lui Adriean Videanu.
- Pasajul Basarab, care face legătura dintre cartierele Grozăvești și Basarab trecând peste calea ferată este cel mai important șantier al  Capitalei după 1989

El reprezintă partea principală a dispozitivului de închidere a inelului de trafic principal din jurul centrului Bucureștiului. Adriean Videanu modifică proiectul prelungindu-l până la șoseaua Grozăvești, pentru a evita intersectarea cu axele de circulație dintre Giulești și Splai pe de o parte și centrul Bucureștiului pe de alta. Finalizarea dispozitivului ar fi trebuit să includă și un pasaj subteran care să evite intersectarea inelului cu axele de trafic dinspre cartierele Militari (intersecția Leu) și Drumul Taberei (intersecția Razoare) spre centrul orașului. Lucrările nu au putut începe în noiembrie 2006 din cauza dificultăților generate de exproprieri. La terminarea mandatului lui Adriean Videanu în 2008, proiectul este realizat în proporție de 50%. Conform declarațiilor sale, mai erau de finalizat 4 exproprieri, infrastructura subterană și pilonii de susținere erau gata, iar finanțarea se afla integral în conturile Primăriei generale, provenind din emisiunea de obligațiuni din 2005.
- La Centrul istoric al Bucureștiului, lucrările de reabilitare au fost programate să înceapă în septembrie 2005 cu infrastructura subterană. Exproprierile dar mai ales evacuarea populației domiciliate ilegal în zonă se fac extrem de greu astfel încât contractul pentru lucrări este semnat abia în septembrie 2006. Lucrările la infrastructura subterană încep efectiv în noiembrie 2006.
- Stadionul Arena Națională pleacă de la o idee comună a lui Adriean Videanu și a premierului Călin Popescu Tăriceanu din martie 2005. Lucrările au început în toamna lui 2006, stadionul fiind finalizat în 2011, în timpul mandatului lui Sorin Oprescu.[30]

În timpul mandatului lui Adriean Videanu se lansează numeroase alte proiecte:
- În primul rând e vorba de reabilitarea completă, cu infrastructura subterană (canalizare, gaz, electricitate, tubulatură pentru cabluri internet) a 360 de străzi centrale și 80 de bulevarde, în total 1860 străzi aflate în responsabilitatea primăriei generale, dintre care 512 finalizate până la sfârșitul mandatului său.
- Se inițiază implementarea unui sistem electronic de management al traficului pentru 400 de intersecții semaforizate, oprit după 2008.
- Se lansează linia de metrou între Gara de Nord și aeroportul Henri Coandă din Otopeni.
- Se consolidează peste 100 de imobile încadrate în clasa 1 de risc seismic și se contractează reabilitarea a 10 imobile cu risc seismic/an.
- Se creează 80.000 de locuri de parcare (23 parcări supra și subterane) și se lansează proiectul marii parcări de la Universitate.
- Se începe străpungerea pe axa Nord-Sud, pe linia străzilor Buzești - Berzei și Uranus pentru a se degreva traficul de pe Calea Victoriei, urmând ca aceasta să fie transformată într-o arteră comercială și semi-pietonieră.

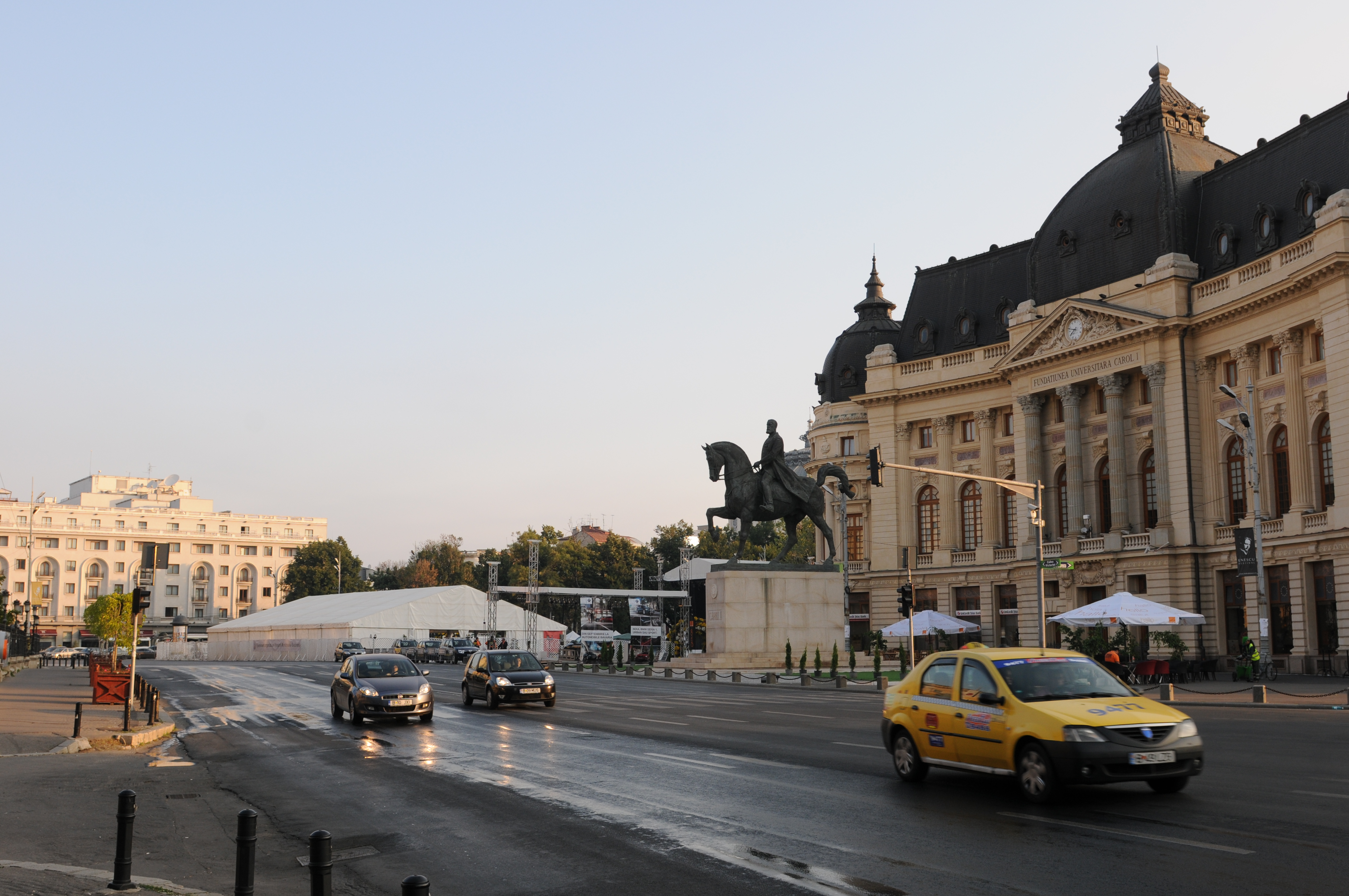
Statuia ecvestră a lui Carol I, București

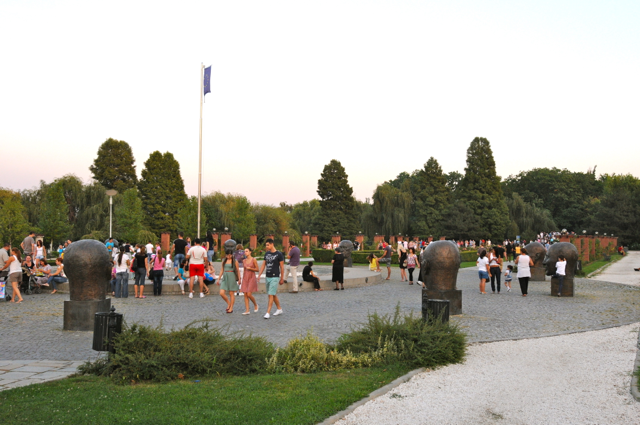
Monumentul fondatorilor UE, Parc Herăstrău

- Se începe străpungerea dintre autostrada A1 (București-Pitești) și Lacul Morii, pentru a se fluidiza traficul între A1 și ieșirea spre Constanța (autostrada A2), prin devierea lui de-a lungul Splaiului Dâmboviței.
- Se realizează harta acustică a municipiului București și sistemul de monitorizare a zgomotului în vederea limitării poluării sonore în zonele rezidențiale.
- Se renovează parcul Cișmigiu, parcul Herăstrău, parcul Carol și parcul Tineretului.
- Se începe proiectul Esplanada (Biblioteca națională -Poșta Vitan).
- Se lansează proiectul de sală polivalentă, Arena Bucureștilor.
- Se începe renovarea unei mari părți din bisericile monument istoric din centrul Capitalei.
- Se lansează refacerea statuii ecvestre a lui Carol I distrusă în 1948, pe amplasamentul inițial din Piața Revoluției.
- Se realizează monumente publice noi - Căruța cu paiațe din fața Teatrului Național sau Monumentul părinților fondatori ai Uniunii Europene din parcul Herăstrău.
- Se înființează un serviciu permanent pentru copiii fără domiciliu (copiii străzii).
- Se renovează o serie de muzee (Aman, Mogoșoaia) și se înființează noi muzee (Muzeul Maria și dr. G. Severeanu la Piața Romană).
- Se lansează reabilitarea unor teatre (Excelsior, Tănase, sala Studio a teatrului Odeon Arhivat în 4 noiembrie 2012, la Wayback Machine., Teatrul Evreiesc) și se înființează primul teatru nou de după 1989 (Metropolis, pe strada Eminescu).
- Se plantează peste 18 000 de platani dintr-un total de 200 000, programul fiind întrerupt după 2008. Proiectul ar fi permis creșterea spațiului verde public de la 13 m2 la 15m2 pe locuitor al capitalei, aproape de media europeană (16m2).[31]

În vara lui 2005, Adriean Videanu propune un proiect de creare a unei zone metropolitane a Bucureștiului realizat de Centrul de Planificare Metropolitană și Urbană care ar fi urmat să cuprindă porțiuni din 5 județe învecinate, în special din județul Ilfov și să permită extinderea Capitalei și dezvoltarea integrată a întregii zone până la Oltenița. Proiectul este însă combătut politic și rămâne fără urmare.

Pe de altă parte, începând cu 2006, au loc numeroase campanii și atacuri, politice și mediatice împotriva lui Adriean Videanu.
Intensitatea lor crește în 2007, odată cu ruperea alianței DA și a pierderii majorității în Consiliul Muncipal. Diverse acuzații sunt lansate la adresa Primarului general, cele mai importante fiind acelea de profit ilicit și de conflict de interese, care vor fi în cele din urmă respinse printr-o decizie a Curții de Apel București din 2011. Poreclit „Primarul bordură”, Adriean Videanu își încheie mandatul în vara lui 2008, pe fondul scandalurilor cu borduri și al multiplelor șantiere în lucru. 
În isteria generală declanșată și de perioada electorală, viziunea și realizările sale – terminate sau în curs – trec neobservate.
„... Efectele șantierelor lui Videanu, amplificate de atacurile din presă, au creat o imagine negativă greu de șters. Dacă proiectele s-ar fi terminat în timpul mandatului său, ar fi putut, poate, beneficia de „bunăvoința” colectivă. Așa însă, șantierele s-au intensificat spre final, odată cu campaniile din presă și cu atacurile politice. Lăsat și de partid, unde o parte dintre parlamentari au cerut o anchetă asupra activității lui la Primărie – terminată cu un lung proces, la sfârșitul căruia a fost găsit nevinovat (2011), hărțuit de presă în viața personală, Videanu nu a mai candidat în 2008 pentru un nou mandat. O bună ocazie pentru succesorul său de a „profita politic” de proiectele lansate de el.”

### Ministru al Economiei, Comerțului și Mediului de Afaceri
În decembrie 2008, Adriean Videanu este numit ministru al Economiei, Comerțului și Mediului de Afaceri în guvernul de coaliție PD-L-PSD condus de Emil Boc. Guvernul este rezultatul alegerilor legislative din 30 noiembrie 2008, în urma cărora nici un partid nu a obținut majoritatea absolută în Parlament. 

În opinia sa, în ianuarie 2009, în contextul crizei economice, economia și bugetul României au 3 priorități: 
- Un plan de măsuri care să permită  creșterea pensiilor mici  și a salariului minim obligatoriu pe economie până la nivelul "sustenabilității coșului zilnic".
- Creșterea investițiilor publice pentru a susține sectorul privat și a reduce riscurile sociale în contextul scăderii semnificative a exporturilor.
- Atragerea fondurilor europene într-o proporție care să  tindă spre 100%.

Conform previziunilor inițiale, deficitul bugetar pe 2009 nu trebuia să depășească 2% iar creșterea economică era estimată la 2,5%. Videanu ia în considerare introducerea pensiei minime obligatorii. Amploarea crizei depășește însă cu mult previziunile Guvernului. Veniturile la buget sunt cu 20% mai mici decât a prevăzut guvernul PNL condus de Călin Popescu Tăriceanu în 2008. În realitate, Produsul Intern Brut pe 2009 scade cu 6,6% , iar deficitul bugetar ajunge la 7,3%. Toate politicile publice sunt afectate iar Guvernul e obligat să aplice un plan de austeritate cu impact social major. 

În aceste condiții, marile unități industriale afectate de pierderea piețelor la export cer ajutorul Guvernului. În prima parte a anului 2009, Adriean Videanu poartă numeroase negocieri cu conducerile și acționarii acestor companii, în încercarea de a reduce impactul economic și social negativ. Astfel, deși 2009 este considerat cel mai dificil an al crizei economice, în iulie 2009 România înregistrează cea mai mică scădere a producției industriale din UE, doar -6,9%, semn pentru analiști că e pe cale să depășească șocul inițial al crizei. 

În urma victoriei lui Traian Băsescu la alegerile prezidențiale din decembrie 2009 și a menținerii lui Emil Boc ca șef al Guvernului, Adriean Videanu este confirmat la rândul său în postul de ministru al Economiei.

La începutul anului 2010, analiștii externi sunt optimiști în legătură cu economia românească, pe care o văd drept una dintre cele mai rezistente din Europa Centrală și de Est. BERD prevede chiar o creștere economică de 1,3% pentru România. Recesiunea continuă (PIB scade cu 1,6%) dar ea este mult mai mică decât în 2009. Deficitul bugetar pe 2010 trebuie însă redus, conform negocierilor cu FMI, fiind în cele din urmă de -6,4% din PIB , ceea ce  duce la luarea de către Guvern a unor măsuri de austeritate fără precedent (tăieri de salarii pentru bugetari și creșterea TVA), cu impact social major și care îi minează în scurt timp popularitatea.

Sectorul industrial care se comportă cel mai bine în contextul recesiunii din 2009 este cel energetic. Adriean Videanu este unul dintre promotorii ideii de a face din România un campion energetic regional, plecând de la bogăția și diversitatea de resurse. 

În acest sens, lansează începând cu primăvara lui 2009 un vast proiect de restructurare a producției energetice naționale în două mari companii integrate, pentru a respecta legislația antimonopol a Comisiei Europene. Aceste companii ar fi urmat să vândă la preț de piață și „la coș” un amestec energetic cu origini diferite: hidro, termo, nuclear și cărbune. Se urmărește astfel salvarea producției din termocentrale și din minele de cărbune, aflate în dificultate dar care, în opinia ministrului Economiei, reprezintă o resursă strategică, mai ales în contextul creșterii actuale a consumului cuplată cu rarefierea surselor de aprovizionare. Companiile ar fi trebuit să fie înființate până la sfârșitul lui 2010 și listate la Bursă. Această strategie ar fi permis, în opinia lui Adriean Videanu, și renegocierea naturală la prețuri de piață a contractelor comerciale bilaterale de la Hidroelectrica (numite de presă „contractele cu băieții deștepți”), datorită în primul rând schimbării de produs din energie hidro în energie „la coș”.

Deși Adriean Videanu îl susține în Guvern și în CSAT, acest proiect este mai întâi întârziat și în cele din urmă abandonat din cauza numeroaselor recursuri în instanță formulate de sindicate împotriva lui și a lipsei de susținere politică.

În domeniul aprovizionării cu gaz, Adriean Videanu este partizanul unei diversificări a surselor și a căilor de aprovizionare care tranzitează teritoriul României:  
- Participă în 2009 la semnarea acordului interguvernamental pentru proiectul european Nabucco (gazoduct), pe care îl consideră prioritar pentru România.
- Lucrează totodată și la alternativa unei deviații românești a proiectului South Stream care ar transporta gazele din Rusia prin Bulgaria spre Occident.
- Altă inițiativă în domeniu este proiectul AGRI (Azerbaijan–Georgia–Romania Interconnector), ale cărui baze le pune în 2009 și 2010 împreună cu miniștrii de resort georgian și azer. AGRI ar permite tranzitul gazelor prin România după lichefierea în Georgia și transportul lor pe mare până la Constanța.
- În 2009, inaugurează noua conducta de gaze Arad-Szeged care conectează România la sursele de gaze din nordul Europei și pune bazele trilateralei energetice între România, Ungaria și Austria.

În energie, ca și în producția industrială creșterea economică începe să revină în trimestrul al-II-lea din 2010. Ea este însă neutralizată de creșterea TVA, pe care Guvernul e obligat să o adopte pentru a atinge obiectivele financiare negociate cu FMI.

În vara lui 2010, popularitatea guvernului Boc este foarte scăzută iar succesul unei eventuale relansări presupune o remaniere importantă a Guvernului.

Adriean Videanu își dă demisia pe 3 septembrie 2010, împreună cu alți membri ai Guvernului.

## Activitatea de om de afaceri

### Începuturile
În 1990, în urma deschiderii economiei românești către inițiativa privată și piața liberă, Adriean Videanu decide împreună cu soția să înceapă o activitate antreprenorială. Decizia e facilitată de faptul că Miorița Videanu, economist la o fabrica de mobilă până în 1992, se implică după această dată în totalitate în administrarea afacerilor familiale.  În 1996, ea absolvă cursurile de M.B.A. ale I.N.D.E., o asociere între A.S.E. din București și C.N.A.M. din Paris. Conform propriilor declarații, primele afaceri ale soților Videanu au ca obiect tradingul cu diverse produse printre care bumbacul și produsele petroliere.. În 1991, devin cenzori apoi asociați în firma ROCAS din Comuna Albeștii de Muscel, Argeș care se ocupă cu extracția pietrei ornamentale pentru construcții.  Doi ani mai târziu, Adriean Videanu se numără printre asociații firmei SECON din Roșiorii de Vede, înființată pe baza unui credit aprobat de banca franceză BNP Paribas. Firma se ocupă cu comerțul de produse petroliere. În 1994, Adriean Videanu intră în capitalul firmei PECON din aceeași localitate, al cărei obiect de activitate este creșterea păsărilor și a animalelor de rasă.
În 1994, soții Videanu decid să lanseze de la zero o afacere proprie.

### Titan Mar
Adriean Videanu și soția sa creează în 1994 societatea SC Titan Mar Bucuresti, care se ocupă cu prelucrarea și distribuția pietrelor naturale ornamentale, inclusiv a marmurei. Modelul economic pe care se bazează presupune cumpărarea materiei prime de la companiile producătoare - la acea vreme aflate încă în proprietatea statului - pentru a fi prelucrate apoi în intern și vândute pe piață. Pe lângă capitalul propriu, soții Videanu investesc în afacere un credit de 350.000 de dolari, obținut de la Banca București. Pentru credit, ei garantează atât cu apartamentul personal precum și cu cele ale unor rude apropiate, printre care mama soției și mătușa acesteia.

Fondurile sunt investite aproape integral în tehnologie de vârf achiziționată din Italia. Începând cu 1997, firma își expune produsele an de an la târgul internațional de la Verona (Italia), cel mai important din domeniu, unde ajunge să aibă un pavilion propriu.

Soții Videanu administrează împreună compania până în 2004, când Adriean Videanu se retrage pentru a nu fi în incompatibilitate cu funcțiile publice pe care le ocupă. În această perioadă, Adriean Videanu se ocupă de strategia și marketingul internațional al companiei în timp ce soția sa coordonează partea administrativă și producția.

### Privatizarea Marmosim
Între 1994 și 1997, Titan Mar devine unul dintre principalii prelucrători și distribuitori de materie primă ai companiei Marmosim Simeria, fost mare furnizor de produse din marmură pentru Casa Poporului, care are la acea dată în exploatare 9 dintre cele mai prestigioase cariere de marmură din România, cea mai cunoscută fiind cea de la Rușchița. Tehnologia de exploatare de la Marmosim este însă învechită și calitatea materiei prime nu este considerată întotdeauna la nivelul cerințelor pentru export.

În 1997, FPS lansează procesul de vânzare a pachetului majoritar de 60%, restul de capital fiind deținut de alți investitori privați. Este o licitație internațională, unde caietul de sarcini prevede însă păstrarea de către statul român a unei acțiuni nominative de control. Acest lucru, a avantajat în opinia lui Adriean Videanu, candidații români, descurajând pe unii investitori străini, neîncrezători în mediul politic și economic autohton. Atractivitatea acestor companii este dată de faptul că păstrează în administrare carierele pe care le exploatează în mod obișnuit, conform Legii minelor din 1998. În dorința de a-și securiza și de a-și ameliora calitativ aprovizionarea cu materie primă, Titan Mar se înscrie la această licitație, fiind unul din cei 7 participanți.

Societatea Titan Mar nu are însă suficiente fonduri pentru a se lansa singură în această operațiune. După mai multe discuții cu diverse fonduri, Adriean Videanu reușește să negocieze asocierea cu 2 fonduri de investiții specializate pe România,  RAEF (Romanian American Enterprise Fund) și RIF (Romanian Investment Fund) care operează pe piață de la începutul anilor 1990. Acestea sunt de acord să contribuie cu cea mai mare parte din capitalul necesar și să lase managementul companiei în seama lui Adriean Videanu și a soției sale, urmând să se retragă în momentul pe care îl consideră cel mai oportun. 

În 1998, Titan Mar câștigă licitația pentru Marmosim. Planul său de investiții este considerat cel mai bun: aproape 14 M USD pentru o retehnologizare completă a exploatării carierelor și dublarea capacității la export.

Răspunzând diverselor speculații pe această temă, Adriean Videanu consideră că nu a fost avantajat  de faptul că PD se afla în coaliția care se găsea atunci la guvernare. Conform declarațiilor sale, a fost însă nevoit să păstreze discreția pentru a asigura succesul operațiunii: „...Am fost extrem de discret cu această operațiune. Tocmai, această discreție poate fi interpretată și altfel. Mulți colegi de-ai mei nici nu au știut, că dacă ar fi știut poate nici nu aș fi putut să cumpăr Marmosimul”.

### Ansamblul Marmosim - Titan Mar
În 1999, producția Marmosim este încă în proporție de 80% pentru piața internă. Vânzările ating 1,2 miloane de dolari. Principalele țări la export sunt Germania, Italia și Ungaria. Apar noi oportunități în SUA și Hong Kong. În urma unui studiu de piață, exportul începe să se orienteze din ce în ce mai mult spre țările calde și bogate, unde marmura este un material de construcție des utilizat.

Marmosim - Titan Mar începe să fie cunoscută în SUA, în Orientul Apropiat (Siria) și mai ales în țările Golfului Persic, unde începând cu anii 2000 participă la proiecte prestigioase: palatele sultanilor din Brunei și Oman, proiecte rezidențiale în Bahrein sau în Emiratele Arabe Unite și mai ales marele proiect al insulelor rezidențiale Palm Island de lângă coasta Dubaiului une compania este furnizor exclusiv pentru vilele de clasa A. 

În Europa, Marmosim își păstrează piețele tradiționale din UE (Germania, Italia, Belgia). Participă între altele la construcția reședintei cancelarului Gerhard Schroeder, la cea a sediului BBC de la Mannheim sau a vilei lui Michael Schumacher de la Monte Carlo.

În 2004, Adriean Videanu declară că cifra de afaceri anuală cumulată a Marmosim și Titan Mar a ajuns la aproximativ 18 M USD. În 2007, 65% din producția Marmosim este destinată exportului. Este momentul în care Marmosim este privit ca o privatizare de succes și Adriean Videanu este apreciat pentru că a reușit să modernizeze compania și să o orienteze către export. Această reușită apreciată de mediile financiare și de afaceri, îl recomandă drept unul din principalii candidați ai PD pentru postul de premier la alegerile din 2004.

Tot în 2004, cele 2 fonduri de investiții a căror contribuție financiară de-a lungul a 6 ani de partenariat echivalează cu 64,5% din capitalul întreprinderii Titan Mar - Marmosim, decid să se retragă și caută un cumpărător. Conform evaluării lor, intreaga afacere valorează în acel moment aproximativ 15 milioane de dolari. Pus în situația de a pierde controlul și managementul afacerii în cazul apariției unui nou acționar, Adriean Videanu reușește în cele din urmă să obțină un împrumut de la banca Raiffeisen din Viena și să răscumpere acțiunile. După această operațiune, Titan Mar a efectuat mai multe majorări de capital care i-au permis să achiziționeze de pe Bursă pachetele de la acționarii minoritari.  Criza economică afectează și Marmosim- Titan Mar mai ales începând cu anul 2009 dar vânzările la export rezistă destul de bine în condițiile diversificării spre zone mai puțin expuse la risc: Golful Persic, Japonia, Asia Centrală. În 2011, Marmosim și Titan Mar înregistrează împreună o cifră de afaceri de 76,5 de milioane RON ceea ce reprezintă 17,7 milioane de euro sau aproximativ 23 de milioane de dolari.

### Alte investiții și proiecte în curs
Titan Mar este proprietarul unui teren de aproximativ 6 hectare în București, în zona 13 Septembrie, pe locul fostei întreprinderi Vulcan. Conform unor surse de presă, zona ar putea face obiectul unui proiect rezidențial, încă nedemarat.

### Participări de capital și administrare de societăți
Conform datelor de la Registrului Comerțului , în septembrie 2012, Adriean Videanu este acționar în capitalul societăților Pecon SA, Secon SA, Equity Invest (brokeraj) și Titan Mar. Este de asemenea, administrator al companiei Titan Mar, alături de soția sa.

## Asociația Monument Ion C. Brătianu
La 31 mai 2012 a avut loc conferința de presă prin care s-a anunțat crearea Asociației Monument Ion C. Brătianu Arhivat în 10 ianuarie 2016, la Wayback Machine., la inițiativa lui Adriean Videanu (Președinte, membru fondator), Valeriu Stoica (membru fondator) și Adrian Cioroianu (membru fondator). 

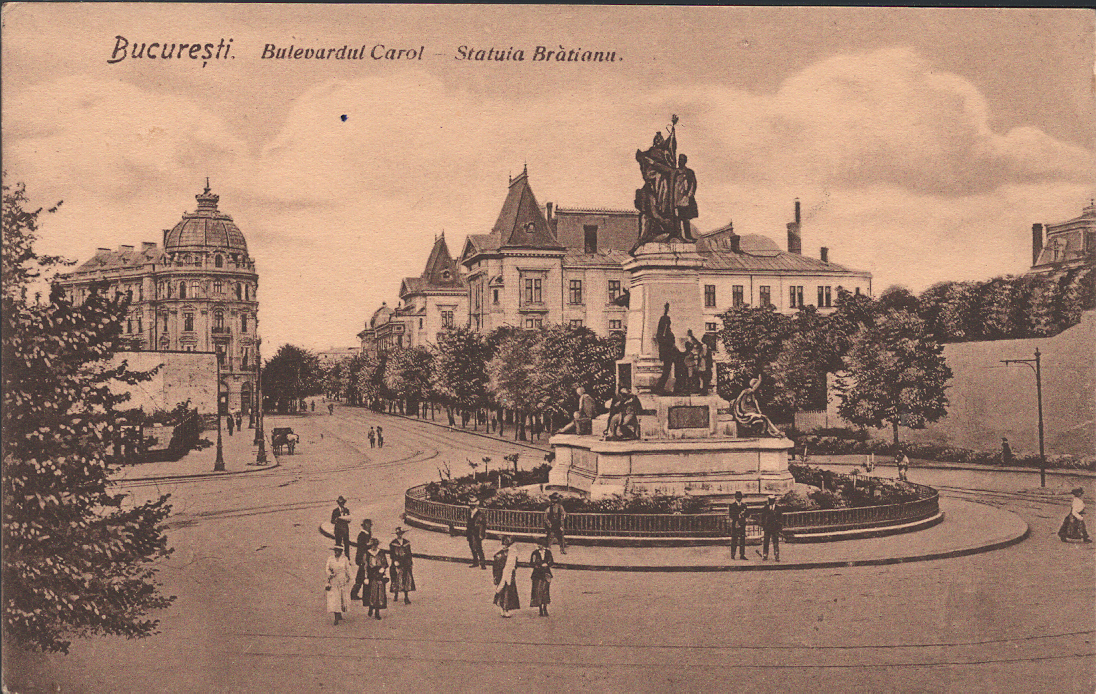
Monumentul Ion C. Brătianu din Piața Universității din București, inaugurat în 1903 și distrus în 1948

Obiectivul Asociației Monument Ion C. Brătianu este refacerea monumentului Ion C. Brătianu din Piata Universității (București). 

Monumentul dedicat lui Ion C. Brătianu a fost inaugurat la 18 mai 1903, cu ocazia împlinirii a 12 ani de la moartea lui Ion C. Brătianu. Obiectivul acestei inițiative era de a aduce un omagiu public unei personalități simbol pentru România Vechiului Regat, care avusese o contribuție determinantă pentru independența și modernizarea țării. În 1948, monumentul Ion C. Brătianu a fost distrus, ca multe alte monumente simbol din București și din țară, care nu mai corespundeau ideologiei comuniste.

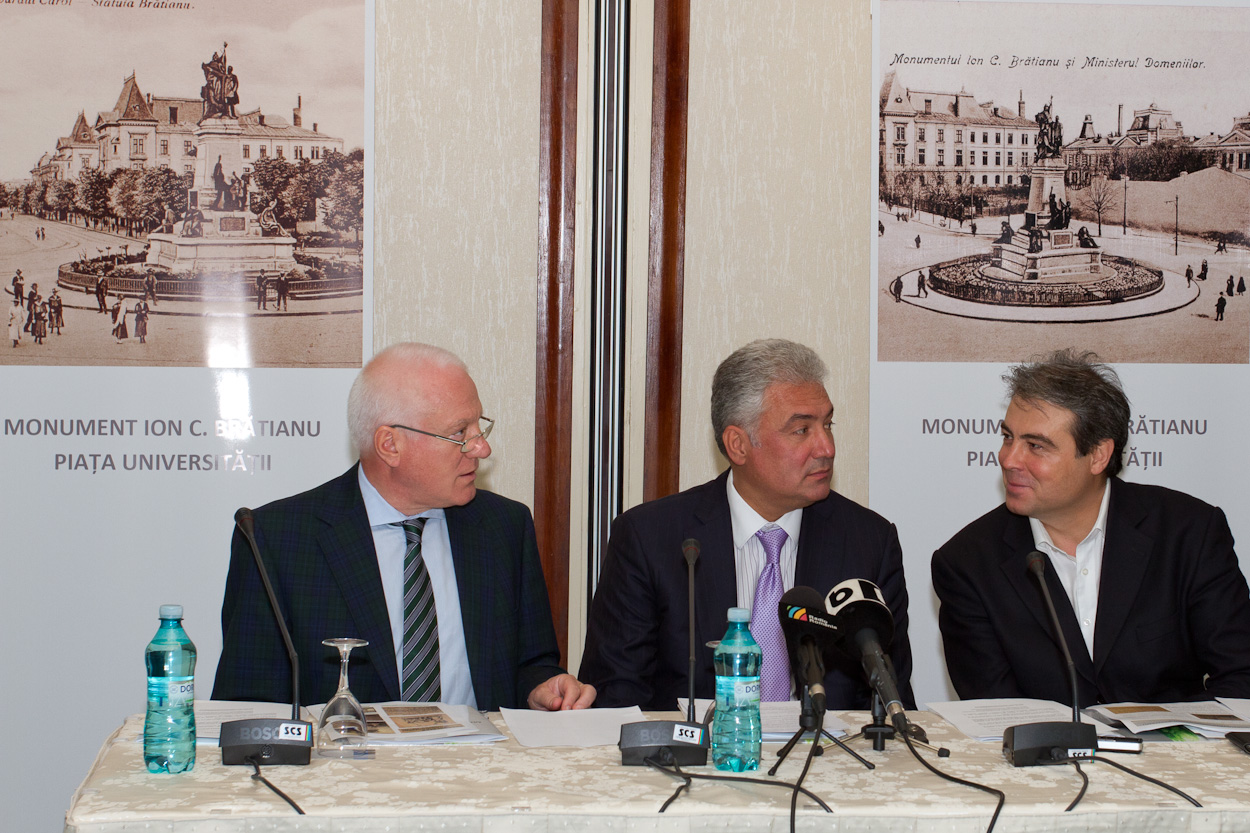
Lansarea Asociației Monument Ion C. Brătianu - Piața Universității București, 31 mai 2012, Adriean Videanu, Președinte și membru fondator, Valeriu Stoica, membru fondator, Adrian Cioroianu, membru fondator

Crearea Asociației Monument Ion C. Brătianu este motivată de dorința de a readuce în atenția publicului, într-un moment în care noile generații caută repere, imaginea lui Ion C. Brătianu, om politic reformator și unul dintre principalii creatori ai României moderne.

Refacerea monumentului Carol I din fața Palatului Fundației Regale Carol I, azi sediul Bibliotecii Centrale Universitare, proiect lansat în 2006 sub mandatul de Primar General al Bucureștiului al lui Adriean Videanu, a readus în actualitate problema monumentelor reprezentative pentru istoria națională și distruse în timpul comunismului. Membrii fondatori consideră că a fost un început cu un ecou pozitiv în opinia publică, într-un moment în care societatea caută să-și regăsească reperele. Având în vedere colaborarea strânsă dintre Carol I și Ion C. Brătianu, principalii artizani ai României moderne între 1876 - 1888, refacerea monumentului Ion C. Brătianu se vrea o completare naturală la refacerea statuii lui Carol I.

## Controverse

### Averea personală
Începând cu 2002, revista Capital îl consideră pe Adriean Videanu ca făcând parte din top 100 al celor mai bogați oameni din România. Averea sa este estimată în 2004, în momentul în care se pregătește să intre în guvernul Tăriceanu, la 30 de milioane de dolari. Calculul se bazează în special pe valoarea presupusă a acțiunilor deținute de soții Videanu în ansamblul Titan Mar - Marmosim.

Totuși, analiza celor 2 fonduri de investiții RAEF și RIF, făcută în 2004, în momentul în care decid să iasă din afacerea Marmosim - Titan Mar, indică o valoare a acesteia de doar 15 milioane de dolari, din care aproape două treimi aparțin fondurilor.

În 2009, aceeași revista Capital consideră că averea lui Adriean Videanu ar atinge 200-220 de milioane de euro. Cifra se bazează în primul rând pe o estimare proprie a valorii Titan Mar- Marmosim la sfârșitul perioadei de boom economic și imobiliar, incluzând și terenul din București, zona 13 Septembrie aflat în patrimoniul Titan Mar.

Adriean Videanu susține însă în 2010, răspunzând unor atacuri din mass media, că averea sa personală nu este atât de mare și că evaluările din presă sunt mult exagerate. Astfel, averea personală a soților Videanu nu ar depăși  2 milioane de euro, totul regăsindu-se în declarația sa publică de avere și venituri. Ultima declarație publică de acest fel, cea de ministru al Economiei din decembrie 2009, include printre altele acțiunile deținute de soții Videanu la diverse societăți, în primul rând Titan Mar, patrimoniul imobiliar precum și dividendele obținute.
Susține că evaluările din mass media sunt exagerate și prejudiciabile. Adriean Videanu declară cu aceasta ocazie că este gata să doneze public orice diferență s-ar găsi față de declația sa de avere.
„Din păcate, nu totdeana lucrurile sunt adevărate în tot ceea ce se spune. Toți spun că Videanu are 200 milioane de euro. Pot să conving eu pe cineva atât timp cât mass-media a spus că am? Dacă cineva, și este angajamentul meu public, poate demonstra că am un leu în plus față de ce este în declarația de avere, donez tot ce se poate demonstra oricui din această țară.” Adriean Videanu propune ca averile oamenilor politici să poată fi verificate public atât din punct de vedere al provenienței cât și din cel al taxelor și impozitelor plătite. „Nu sunt de acord cu politicienii care se ascund în spatele soacrei, în spatele cumnatului și au, în momentul de față, averi pentru care nu pot justifica nici proveniența banilor și nici taxele și impozitele aferente averii.”

### Atacuri în mass-media
Până în 2005, Adriean Videanu are o notorietate redusă dar preponderent pozitivă. Venirea lui la Primăria Generală a Capitalei îl propulsează însă pe prima scenă, în atenția opinei publice și mai ales a mass media. După primul an de mandat, odată cu lansarea marilor proiecte de infrastructură, Adriean Videanu începe să fie atacat în presa scrisă și televizată. Campaniile și atacurile se intensifică în 2007 și 2008, pe măsură ce cresc în intensitate lucrările din Capitală. 
„Pentru Videanu, „perioada de grație” trece repede, căci, odată cu primele lucrări care demarează în 2006, apar și primele polemici cauzate de blocarea traficului în Capitală.”„...Față de un primar ca Traian Băsescu, prezența mediatică a lui Videanu e considerată prea modestă, mai ales în raport cu amploarea proiectelor anunțate. Explicațiile Primarului general că nu are timp de media nu sunt suficiente.”
Atacurile vin mai ales pe teme de natură privată, concedii petrecute în străinătate sau construcția unei case familiale lângă București. La acestea se adaugă subiectul „bordurilor”, unde acuzațiile de abuz și conflict de interese sunt grave și duc în cele din urmă la deschiderea unei anchete parlamentare și a unui proces civil in instanță. Aceasta însă îi va da dreptate în 2011 lui Adriean Videanu printr-o sentință definitivă.

Atacurile și acuzațiile continuă și în timpul mandatului de ministru al Economiei, făcând din Adriean Videanu unul dintre oamenii politici cei mai atacați în mass-media românească. Potrivit jurnalistei Ioana Ene de la ziare.com, Adriean Videanu este în 2010 obiectul unui „linșaj mediatic populist”, datorită faptului că refuză să plătească „imunitate” sau bugete publicitare către mass media. Astfel, trusturile de presă care îl atacă, în special cele din jurul posturilor Antena 3 și Realitatea TV, ar face de fapt jocul intereselor politice și private ale acționarilor lor.  
„...După ce i-au luat la puricat locurile în care-și face vacanțele, prezentând poze de la Mamaia drept poze de pe Coasta de Azur, vajnicii angajați ai lui S.O. Vantu au ajuns și la vila de 1400 mp pe care dl. Videanu a terminat-o în apropiere de București... Adriean Videanu este, într-adevăr, un om foarte bogat și era foarte bogat înainte de a deveni primar general al Capitalei. Este om de afaceri prosper care activează într-un domeniu cu mare greutate și la propriu și la figurat: exploatarea și comercializarea de marmură și gresie. Nu știu dacă te poți îmbogăți vânzând covrigi, dar cu siguranță că marmura are potențial de mare avere...Ceea ce ar trebui să ne intereseze cu adevărat la Adriean Videanu și la toți oamenii de calibrul lui financiar sunt cu totul alte lucruri. În primul rând, ar trebui să ne intereseze dacă fiecare bănuț din averea sa a fost făcut în mod onest, dacă pentru fiecare bănuț au fost plătite taxe la stat și dacă vreun bănuț din această avere este rezultatul unui contract păgubos pentru stat...Jurnaliștii care-l atacă nu au cum să vorbească despre funie în casele patronilor lor, inclusiv politici, atacabili atât în privința intereselor și afacerilor cu statul, cât și în aceea a evaziunilor fiscale constatate de ANAF. E mai simplu și mai sigur să ataci populist cu case și mașini care prin ele însele nu au nimic incorect.”
Într-o replică dată postului Realitatea TV în iunie 2010, Adriean Videanu, în calitate de ministru al Economiei, confirmă public poziția sa de a nu plăti publicitate din fondurile publice.  
„...Toată această campanie de discreditare a mea nu face altceva decât să demonstreze fără echivoc că aveți o problemă în relația cu mine și am spus-o dintotdeauna: este faptul că în momentul de față companiile naționale nu mai dau publicitate. Vă spun încă o dată că nu vor mai da publicitate nimănui companiile naționale...”
Adriean Videanu susține că ar fi fost supus personal unor forme de șantaj din partea anumitor trusturi de presă și că imaginea negativă pe care acestea i-au creat-o se datorează în primul rând refuzului său de a plăti pentru a nu fi atacat.
„La noi, s-a permis crearea unor trusturi și organe media cu un singur acționar majoritar, privat, de multe ori cu interese mari în jocul politic și economic national, fără să existe o contraputere reală care să protejeze atât opinia publică cât și persoanele lezate. Multe din aceste trusturi nu sunt imparțiale și profită de audiența pe care și-o fac prin tot felul de tertipuri emoționale, majoritatea prin emoții negative, ca să practice manipularea și șantajul politic. Obiectivul lor nu e să informeze, iar audiența nu e un scop în sine ci doar un mijloc pentru a servi interesele unui om sau ale unui grup. Este o problemă majoră a Românei post-decembriste și care contribuie foarte mult la tensiunile din societate. (...) Personal am fost supus acestui gen de șantaj și am refuzat să-i dau curs, considerând că până la urmă se va reflecta cu obiectivitate ce faci într-un anumit post. M-am înșelat. Dacă plătești se reflectă, dacă nu, nu. Iar campaniile care pot fi lansate împotriva ta pot fi extrem de murdare.”

### Afacereabordura
În 2007, cota de popularitate a lui Adriean Videanu este în scădere. Ruptura alianței Dreptate și Adevăr în aprilie și opoziția dintre PNL și PD accentuează criticile la adresa sa. La aceasta se adaugă dificultățille provocate de numeroasele șantiere deschise simultan în Capitală, care îngreunează traficul vreme de luni  de zile.  Pe acest fond, revista Cancan publică o anchetă referitoare la concediul privat petrecut de Adriean Videanu pe Coasta de Azur în vara lui 2007

La începutul lui februarie 2008, cu câteva luni înainte de alegerile locale, "Săptămâna Financiară", o revistă aparținând trustului de presă Intact Media Group afirmă că  Titan Mar a furnizat cel puțin o parte din bordurile stradale care sunt puse în Capitală în cadrul proiectelor de refacerea a infrastructurii rutiere. Adriean Videanu este acuzat de conflict de interese. Scandalul ia o mare amploare în primul rând mediatică și se va prelungi pe mai mulți ani, aducându-i lui Adriean Videanu porecla de "Primarul bordură".

Adriean Videanu se apără arătând că nici una dintre firmele lui nu are o relație contractuală cu Primăria și că toate procedurile de licitație au fost respectate conform legii. Antreprenorul general care lucrează pe proiect fiind cel care își selectează furnizorii, acesta avea dreptul legal să facă apel între alții inclusiv la societatea Titan Mar,  unul din primii furnizori de piatră naturală din România. Aceasta ar fi furnizat borduri în valoare de 665 000 lei, respectiv 1,62% din totalul investiției în acest material, realizată de Administrația Străzilor în perioada 2005 - 2007.

În 2008 este publicat un raport al Curții de Conturi referitor la Primăria Generală a Capitalei care evocă o serie de posibile nereguli, între altele prețul plătit pentru un adăpost de câini situat în comuna Mihăilești. În urma acestui raport, o comisie de anchetă parlamentară este creată la Senat, chiar din inițiativa unor membri PD-L. Aceasta urmează să verifice inclusiv acuzațiile de conflict de interese. Un proces civil îi este intentat lui Adriean Videanu în 2008 la Tribunalul București, în urma unei sesizări trimise de Curtea de Conturi. Aceasta sesizează totodată și DNA care demarează o anchetă proprie, în timp ce ANI verifică existența unui posibil conflict de interese.

În mai 2009, Tribunalul București nu reține nici o acuzație privind un eventual conflict de interese sau altă  ilegalitate în afacerea „bordura”. În schimb, instanța reține alte două aspecte în sarcina fostului Primar general: achiziția terenului pentru adăpostul de câini, care nu ar fi conformă cu mandatul dat de CGPMB și lipsa recuperării CAS-ului de la consilierii generali. Conform acestei decizii, care nu e definitivă, Adriean Videanu și alți 23 de functionari ai Primăriei Capitalei din timpul mandatului său ar trebui să plătească daune de aproximativ 5 milioane de lei.

Adriean Videanu face apel și câștigă procesul în instanță în decembrie 2011. Decizia Curții de Apel din București este definitivă și irevocabilă. Ea este confirmată și de anchetele DNA și ANI care, pe baza sesizărilor primite nu relevă nici o ilegalitate comisă în timpul mandatului de Primar general al lui Adriean Videanu, inclusiv în cazul afacerii „bordura”.

### Polemicile cu Victor Ponta
În iulie 2009, în timpul guvernării coaliției PDL - PSD, Victor Ponta, pe atunci ministru pentru Relația cu Parlamentul, începe să-l atace public pe ministrul Economiei Adriean Videanu, colegul său de guvern, pentru schimbările făcute la nivelul conducerii filialei Gorj a Hidroelectrica.  Conform unor surse de presă, controversa dintre cei doi ar fi avut drept punct de plecare sistarea în primăvara lui 2009 a contractului firmei Șova și Asociații, apropiată de Victor Ponta, cu Complexul Energetic Turceni. Aceasta a fost decisă de către directorul complexului, Ionel Manțog, vechi adversar politic al lui Victor Ponta, numit în funcție de Adriean Videanu fără acordul PSD. După plecarea PSD de la guvernare în octombrie 2009 și alegerea lui Victor Ponta în fruntea PSD în februarie 2010, acesta a început să îl atace pe Adriean Videanu  tot mai des și mai dur în emisiuni TV sau declarații publice, numindu-l „hoț” și „corupt”. În august 2010, Adriean Videanu îl dă în judecată pe Victor Ponta pentru calomnie. 

După instalarea guvernului Victor Ponta în mai 2012, Adriean Videanu devine „cel mai vocal critic” al acestuia, în primul rând în domeniul politicii economice. În iunie 2012, el prezintă public un  bilanț critic din partea PDL cu privire la prima lună a guvernării USL.

#### Afacerea „Hidroelectrica și băieții deștepți”
În perioada iunie - iulie 2012, Victor Ponta lansează diverse acuzații de fraudă la adresa lui Adriean Videanu cu privire la Hidroelectrica, menționând de mai multe ori că organele de anchetă sunt sesizate și că „e convins că își vor face datoria”. Cea mai importantă dintre aceste acuzații este legată de semnarea și prelungirea contractelor comerciale preferențiale ale companiei Hidroelectrica (numite și contracte cu „băieții deștepți”), contracte pentru care Adriean Videanu ar fi responsabil, în opinia lui Victor Ponta.

Adriean Videanu arată însă că în timpul cât a fost ministru al Economiei, compania nu a semnat nici un contract de acest fel. Conform declarațiilor sale, ele au fost semnate în special în 2003 și 2004 de către guvernul PSD din care a făcut parte și Victor Ponta, pe vremea aceea șef al Corpului de Control și Antifraudă al Guvernului. Contractele aveau ca termene anii 2013-2014 și, în opinia lui Adriean Videanu, ele au fost redactate în așa fel încât rezilierea lor să fie disuazivă pentru statul român.

În perioada 2009 - 2010, când Hidroelectrica s-a aflat într-o situație economică deosebit de dificilă, Adriean Videanu a fost de acord cu renegocierea tarifelor la energie prevăzute în aceste contracte. Astfel, compania ar fi realizat în 2010 cel mai bun rezultat din istoria sa, cu un profit de peste 100 milioane de euro. Creșterea tarifelor a fost negociată în schimbul prelungirii contractelor bilaterale după perioada 2013 - 2014. Tarifele ar fi fost însă în cele din urmă aliniate la valorile de piață datorită creării celor 2 companii energetice naționale. Reforma ar fi presupus, în opinia lui Adriean Videanu, atât o schimbare de persoană juridică cât și una de produs, energia hidro transformându-se în energie combinată, ceea ce ar fi permis o revizuire automată a contractelor.

În replică la acuzațiile lui Victor Ponta la adresa sa, Adriean Videanu arată că acestea ar fi insinuări fără dovezi și „presiuni incalificabile” din partea primului ministru asupra justiției.

În ceea ce privește procedura de insolvență lansată de guvernul Victor Ponta la Hidroelectrica, Adriean Videanu consideră că aceasta este o companie strategică națională și nu poate fi tratată ca „o companie care vinde papuci”. Decizia de punere în insolvență poate induce „efecte negative foarte mari, implicit scăderea ratingului companiei, ceea ce ar reduce accesul la credite”. El acuză Executivul de a încerca o vânzare „pe bucăți” a companiei.

#### Gestiunea financiară la Primăria Bucureștiului
Într-o intervenție publică din 12 septembrie 2012, premierul Victor Ponta îl acuză din nou pe Adriean Videanu de „nereguli grave” în gestiunea financiară din timpul mandatului de Primar general al Bucureștiului. Astfel, „aceste nereguli ar putea închide Capitala” fiind vorba de „datorii foarte mari” pentru care „procurorii ar trebui să se uite peste aceste acte semnate de fostul primar”.

În replică, Adriean Videanu susține că atacurile lui Victor Ponta au un caracter politicianist. Emisiunea de obligațiuni pe care Primăria Capitalei a realizat-o în 2005 sub mandatul său de edil, a obținut cea mai bună rată de dobândă posibilă, ea fiind un mod de finanțare normal pentru o capitală în vederea realizării de mari proiecte. Sumele au servit la realizarea unor obiective ca Arena Națională sau Pasajul Basarab.

#### Privatizarea Oltchim
O nouă acuzație este lansată pe 24 septembrie, în cadrul privatizării combinatului Oltchim, unde Adriean Videanu și o parte a presei denunță lipsa de profesionalism a guvernului condus de Victor Ponta. De această dată, acuzațiile lansate de Victor Ponta se referă la faptul că „ministrul Videanu” ar fi încălcat în 2009 „prevederile legale” și „interesele naționale” prin promovarea în guvern a unui împrumut garantat de statul român de 500 de milioane de euro pentru Oltchim, în ciuda opoziției miniștrilor PSD. Conform afirmațiilor lui Victor Ponta, Adriean Videanu ar fi așteptat plecarea miniștrilor PSD din guvern pentru a împlini „procedura de fraudare a statului român”. Victor Ponta precizează din nou că „instituțiile statului au fost informate de mai mult timp”, neputând însă preciza dacă Parchetul a început vreo anchetă în acest sens. „Răspunderea trebuie să vină și Videanu cu toți ceilalți care au participat la fraudare trebuie să răspundă, cum probabil vor trebui să răspundă și în cazul fraudării Hidroelectica și a celorlalte mari companii românești”. Totodată, Victor Ponta îl acuză pe Adriean Videanu pe care îl numește „hoțul hoților”, că ar avea o înțelegere cu Dan Diaconescu, câștigătorul licitației pentru Oltchim, pentru „a acoperi fraudele făcute de PD-L la Oltchim”.

Adriean Videanu respinge la rândul său vehement aceste acuzații, negând orice înțelegere cu Dan Diaconescu și numindu-l pe Victor Ponta „mitoman național” și „Bulă”. Acesta arată public un memorandum din 2009 în care membrii guvernului PD-L-PSD din acea vreme din care făcea parte și Victor Ponta au semnat garanția de credit a statului pentru Oltchim. Măsura era în opinia sa justificată economic și făcea parte din planul de relansare a combinatului.

Totodată, Adriean Videanu declară că Victor Ponta e vinovat pentru închiderea Oltchim și îl amenință cu depunerea unei plângeri la Parchet pentru tentativa de subminare a economiei naționale din cauza modului deficitar în care a fost gestionată privatizarea combinatului de către Guvern.